# Benedict Spinola

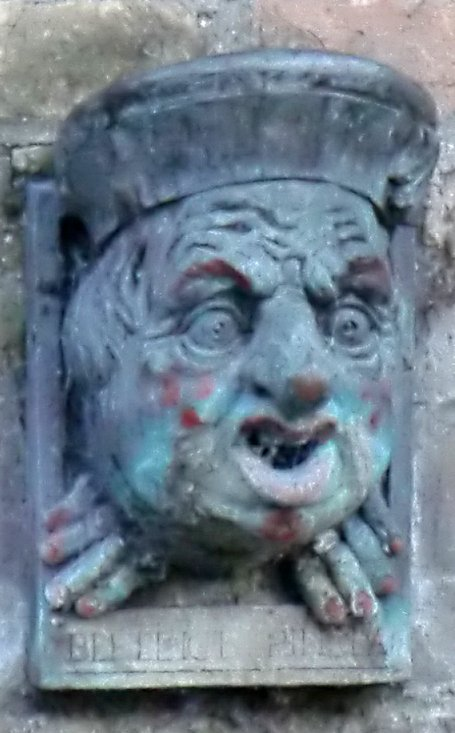
La gárgola de Spinola en Magdalene College, Cambridge.

Benedict Spinola (1519/20 - 1580), nació en Génova y falleció en Londres, también llamado Benedick Spinola , y en  italiano Benedetto Spinola, fue un comerciante genovés del siglo XVI de la familia Spinola que vivió toda su vida adulta en la ciudad de Londres , entonces el puerto principal del Reino de Inglaterra. Comenzó su carrera como empleado y pronto se convirtió en exportador de telas de lana e importador de vinos y también sirvió al gobierno inglés como agente y financiero.
Nunca se casó y murió de la peste en Londres en agosto de 1580, poco después de su regreso de una misión a las Diecisiete Provincias.

## Vida
Nacido en Génova, Spinola fue el segundo hijo de Battista Spinola de su matrimonio con una prima, Elisabetta, hija de Giacomo Spinola. La familia era importante en la ciudad, y en 1556 el padre de Spinola rechazó la elección como Dux de Génova.
Poco se sabe de los primeros años de Spinola, pero en 1541 estaba en Londres trabajando como empleado con un salario de dos libras al año para Bastian Bony, jefe de correos de los comerciantes extranjeros de la City de Londres. Spinola vivió toda su vida adulta en la parroquia de San Gabriel Fenchurch , posteriormente se unió allí con sus sobrinos Hannibal y Ascaneo Spinola. Nunca se casó y tenía una propiedad en Shoreditch conocida como "placer de Spinola".
Inusualmente para un extranjero, Spinola se naturalizó por completo en 1552, lo que le dio el derecho de pagar impuestos y derechos de aduana a las tarifas aplicadas a los ingleses. En 1559 era un exportador de telas de lana e importador de vinos. En 1561, confesó haber exportado productos de otro comerciante con su propia licencia:

27 de diciembre de 1561. Yo confieso que he entrado en el libro de aduanas en Londres, y enviado de este reino en mi propio nombre, y bajo mi licencia, el número de cuatrocientos cuarenta y cuatro karseys, que eran los bienes propios de Ihon Justiniano del Cio, extranjero. Para los que he aceptado hacer el pago a Su Majestad la reina pero según las costumbres de los ingleses, según mi licencia: y he recibido del dicho Justiniano la costumbre de los extranjeros a su alteza por Karseys abatyng to hym (por acuerdo entre nosotros) viij c vppon every carsey. Per me BENEDETTO SPINOLA.

A pesar de esto, en 1566 se le concedió el derecho de hacer lo mismo mediante el uso de su licencia. Él comerciaba con sus tres hermanos que vivían en Amberes, Giacomo, Francisco y Pasquale Spinola, y en Londres era un importante comerciante. Cuando el  conde de Leicester quiso ser ahorcado en el castillo de Kenilworth, su hombre de negocios fue instruido para tratar con Spinola, que podía "conseguir cosas más baratas que cualquier hombre", y en 1572 Leicester escribió a Francis Walsingham que Spinola era "mi querido amigo y el mejor italiano que conozco en Inglaterra".
Alrededor de 1550, Spinola estaba descontento de que el ministro de la iglesia  calvinista italiana en Londres, Michelangelo Florio predicara contra los  papistas, pero en 1566 el embajador de España en Londres informó que Spinola se había unido a la Iglesia de Inglaterra , y en 1568 Spinola y su gente asistían a servicios en la iglesia parroquial local. Se convirtió en asesor del gobierno inglés, recabando información de corresponsales en el extranjero y negociando cuestiones financieras, y hacia la década de 1570 manejaba enormes sumas de dinero.
En 1568, los invasores hugonotes obligaron a los barcos que llevaban plata prestada por mercaderes genoveses para ser utilizada para pagar a las tropas del duque de Alba a fondear en los puertos ingleses. Por seguridad, la plata fue llevada a tierra, y Spinola actuó para que el gobierno inglés pagase a los genoveses.
Durante la visita de un heraldo a Londres en 1568, Spinola mostró un certificado del "señorío de Génova" en el sentido de que era hijo legítimo de Baptiste Spinola que llevaba estas armas por encima, y otra del conde de Bedford, que certificó que había estado en Génova en 1566 y que en ese año el dicho Babtiste, el padre de Spinola, se negó a ser el duque de la misma ciudad.
En 1568, en la cartas patentes de Isabel I de Inglaterra, que estableció una nueva sociedad anónima llamada Sociedad de real de minas, Spinola fue nombrada uno de los principales de la Sociedad, junto con el  conde de Pembroke, el conde de Leicester,  Lord Mountjoy, Lionel Duckett y otros. En 1571, Spinola y Lionel Duckett hicieron un préstamo a la reina Elizabeth I de 4100£. En 1578 Spinola actuó como agente de un préstamo de ingleses a la Unión de Bruselas.

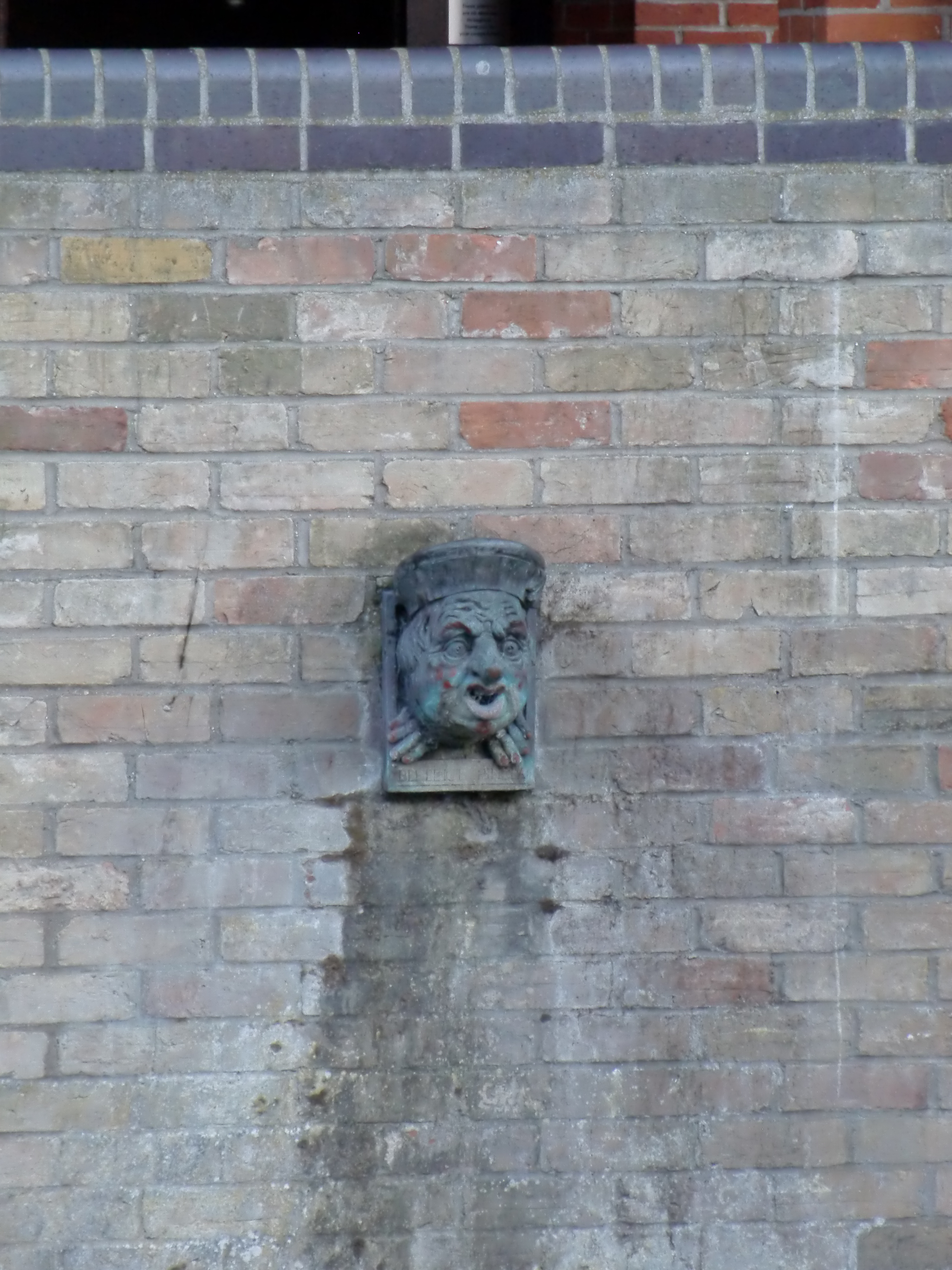
La gárgola en su contexto en Magdalene

El 15 de junio de 1580, Spinola vendió una vivienda y siete acres —28000 m²— en la parroquia de Aldgate de san Botolph, en Londres, al  conde de Oxford, por 2500£. La tierra se llamaba el «Gran Jardín de Christchurch» y anteriormente había pertenecido a  Magdalene College. El Magdalene College, que consideró que había sido estafado, emprendió acciones legales sin éxito, y más de cuatrocientos años después, en 1989, se vengó erigiendo una gárgola representando a Spinola, diseñada por Peter Fluck y Roger Law, los creadores de Spitting Image.
El 6 de julio de 1580, después de regresar de una misión financiera a los Países Bajos, Spinola hizo un testamento en italiano y declaraba que estaba enfermo. El 15 de agosto murió de la peste y fue sepultado en el coro de  San Gabriel Fenchurch. La iglesia fue destruida en el Gran Incendio de Londres y no reconstruida.